# Beckenblockade
Eine Beckenblockade oder Iliosakralgelenk-Blockade ist ein Konzept aus der Alternativmedizin (Manuelle Medizin, Osteopathie, Dorn-Therapie). Nach Auffassung der Vertreter dieser Methoden sind dabei die Gelenke zwischen dem Kreuzbein und den beiden Darmbeinen, die Kreuz-Darmbein-Gelenke (Iliosakralgelenke, ISG), „blockiert“, das heißt, nicht oder nicht im vollen Umfang beweglich. Auslöser sind Stürze, Stöße oder eine vermehrte Beweglichkeit durch zu lockere Bänder. Dies soll zur Folge haben, dass das Becken „schief“ steht. Dies wirkt sich auch auf die umliegenden Gelenke aus, indem es zu einer Einschränkung der Beweglichkeit der Facettengelenke der Lendenwirbelsäule kommt, die diese Fehlstellung kompensieren müssen. Da dann diese Wirbel ihre physiologische Funktion nicht richtig ausführen können, kann es dort zu Beschwerden kommen. Auch in der alternativen Pferdemedizin ist diese Blockade beschrieben. Bis zu 80 % der Reitpferde leiden nach Auffassung der Vertreter unter einer Iliosakralgelenk-Blockade, die meist schon im Fohlenalter entsteht.
Die Untersuchung der Elastizität und Beweglichkeit der Kreuz-Darmbein-Gelenke erfolgt mittels Federtest und Palpation in Bauchlage. Dabei werden der Daumen am Kreuzbein und der Zeigefinger am Becken angesetzt und die Nutation und Gegennutation sowie Extension und Flexion geprüft. So lassen sich Verschiebungen und eine waagerechte Innen- oder Außenrotation nachweisen. Die Symmetrie des Beckens wird anhand der Stacheln des Darmbeins beurteilt.
Als Maßnahme gegen eine Beckenblockade kann das Becken mobilisiert werden. Dabei wird eine Gegennutation ausgelöst, indem mit beiden Daumen, einer auf der Darmbeinschaufel und der andere auf dem Kreuzbein, gegenläufig gedrückt wird. Alternativ kann das gebeugte und leicht adduzierte Bein in Rückenlage in Richtung Unterlage geschoben werden. In der Dorn-Therapie werden auch Schieber zur Lösung einer Iliosakralgelenk-Blockade eingesetzt.